# 大准铁路
大准铁路是中华人民共和国“八五”计划重点建设项目“准格尔项目一期工程”三大主体工程之一，东起大同东站，西至内蒙古准格尔旗薛家湾站，正线全长264公里，为一级单线电气化铁路。

## 历史
大准铁路于1990年7月开工建设，当时作为准格尔能源项目的煤炭、电厂、铁路的一部分，规划与京包铁路丰镇站接轨，称为丰准线。但当时京包铁路运能饱和，只能边建设丰准铁路边争取与国铁的接轨点。最后在大同东站与国铁接轨，线路也由216公里延长为264公里。1995年临管运营，当年运量68万吨，营收1657万元，亏损1877万元；1997年6月全线竣工初验临管运营，1997年11月全线电气化建成通车，总投资335778万元人民币。1999年11月通过国家正式验收。
1998年随准格尔能源公司划归神华集团，是神华集团四条自营铁路之一。设计初期运输能力每年1500万吨（其中，准能公司1200万吨，地方300万吨），2002年完成运量1546万吨，达到设计初期运输能力。2006年运量达到4000万吨，2007年运量4800万吨；2010年运量7130万吨，运输收入256237.8万元，盈利102566.9万元；2011年运量也已达到7620万吨，运输收入27.7亿元。
大准铁路增二线建设工程建成复线后，运输能力将超过3亿吨。